# Allomogurnda sampricei
Allomogurnda sampricei är en fiskart som beskrevs av Allen 2003. Allomogurnda sampricei ingår i släktet Allomogurnda och familjen Eleotridae. Inga underarter finns listade i Catalogue of Life.